# Zona Norte de Manaus
A Zona Norte de Manaus é uma região administrativa estabelecida pela prefeitura de Manaus que engloba 10 bairros. Forma com a Zona Leste a macro-zona conhecida como "zona de expansão". De acordo com estimativas de 2019 do Instituto Brasileiro de Geografia e Estatística (IBGE), sua população era de 606 924 e a renda média por habitante era de R$ 891,40 no ano de 2010.

## Características

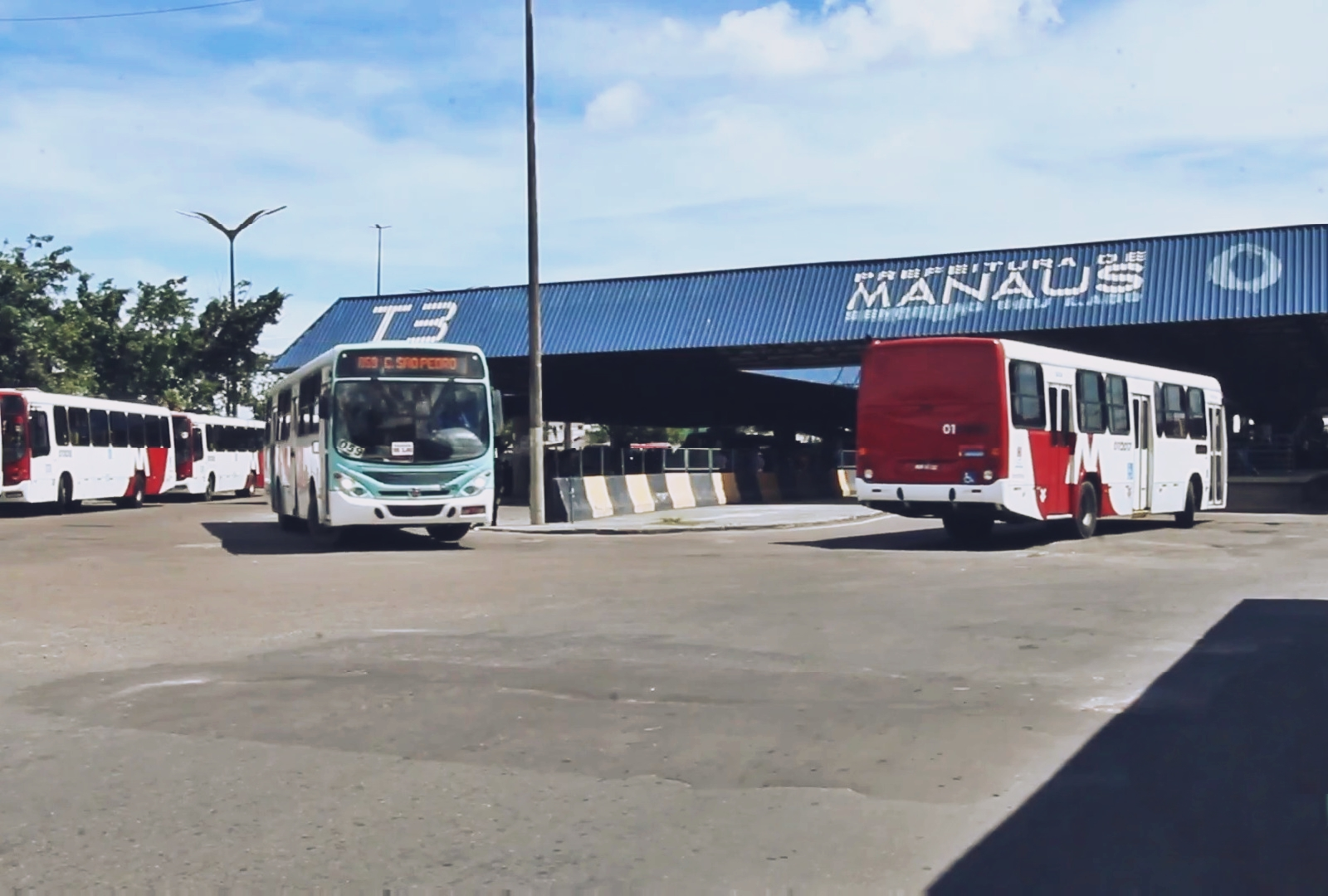
Terminal de Integração (T3), localizado no bairro Cidade Nova.

É a região mais populosa da cidade a que mais cresceu na última década em termos populacionais, abrigando diversos conjuntos residenciais populares, sendo o mais recente, o Conjunto Viver Melhor. Ocupa a terceira maior área do município de Manaus, no total de 98,76 km² do município. Existem bairros bastante valorizados como a Cidade Nova e Nova Cidade, bairros com comércio popular muito movimentado como o Santa Etelvina, bairros estritamente residenciais e bairros com população de baixa renda como o Monte das Oliveiras, a Colônia Santo Antônio, o Lago Azul, o Novo Aleixo, o Novo Israel e a Colônia Terra Nova.
Tem como destaque na atualidade o bairro Cidade Nova, que abriga mais de 146 mil habitantes, possuindo uma agitada vida urbana, com comércio pujante e variado. Nele estão o Terminal de Integração (T3), o Instituto Médico Legal, o Hospital Universitário Francisca Mendes, o Sumaúma Park Shopping, a Igreja de São Bento, o Centro de Convivência Padre Pedro Vignola, o Parque Estadual Sumaúma, entre outros.
Encontramos no bairro uma das melhores médias educacionais do Amazonas, nas escolas estaduais Senador João Bosco Ramos de Lima e Marcantônio Vilaça,Hilda de Azevedo Tribuzy,  além da maior escola do Amazonas em tamanho, a Escola Estadual José Bernardino Lindoso.

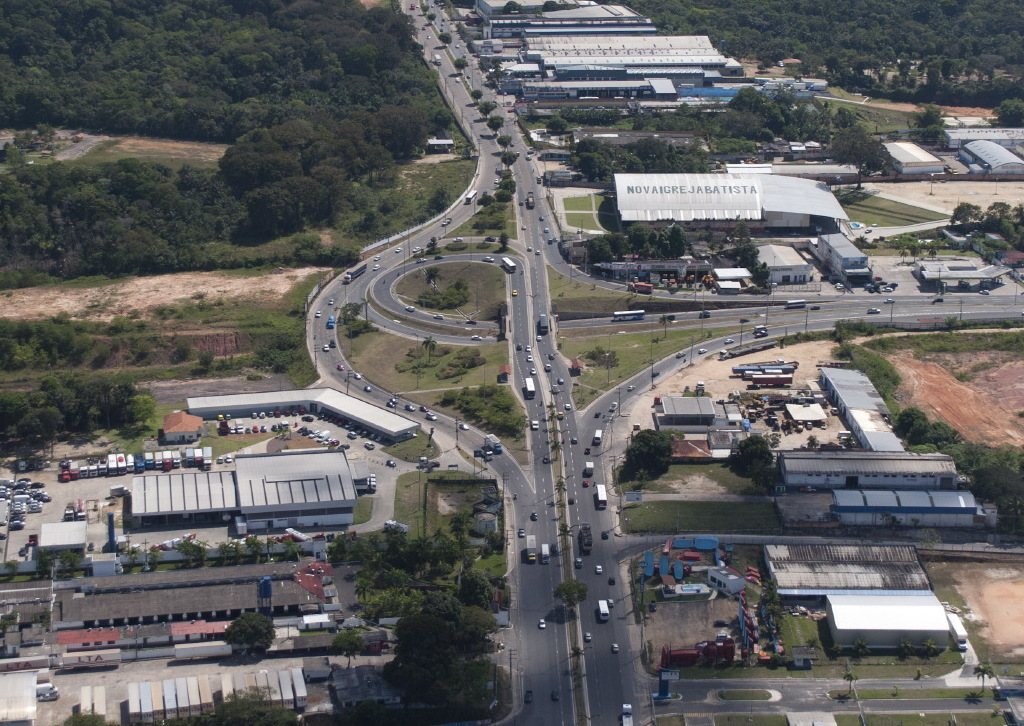
Trevo no entroncamento das avenidas Torquato Tapajós e Max Teixeira, na Cidade Nova.

O Nova Cidade, bairro que surgiu em 1996, apresentou nos últimos anos o maior crescimento populacional da história de Manaus, passando de 832 moradores (1999) a 31.443 moradores (2007), um crescimento enorme e histórico em Manaus.
O Jardim Botânico Adolpho Ducke e o Museu da Amazônia (MUSA) estão localizados no bairro Cidade de Deus.
No bairro Colônia Terra Nova estão localizados o Centro de Treinamento do DETRAN Amazonas e o Hospital Delphina Rinaldi Abdel Aziz. Já o bairro Monte das Oliveiras abriga as instalações do Shopping Manaus Via Norte.

## Bairros
- Cidade de Deus
- Cidade Nova
- Colônia Santo Antônio
- Colônia Terra Nova
- Lago Azul
- Monte das Oliveiras
- Nova Cidade
- Novo Aleixo
- Novo Israel
- Santa Etelvina